# Mikalaj Ivanavič Dziemianciej
Mikalaj Ivanavič Dziemianciej (25 tháng 5 năm 1930 (1931), Khotlino, huyện Čašnicki, tỉnh Vitebsk - 10 tháng 7 năm 2018, Ždanovičy, tỉnh Minsk) là chính khách Liên Xô và Belarus, từng giữ chức Chủ tịch Hội đồng tối cao Cộng hòa Xã hội chủ nghĩa Xô viết Byelorussia năm 1990-1991.

## Tiểu sử
Dziemianciej sinh ngày 25 tháng 5 năm 1930. Ông tốt nghiệp Học viện Nông nghiệp Belarus năm 1959 và Trường Đảng cao cấp Liên Xô năm 1964. Ông kinh qua các chức vụ quản lý trong lĩnh vực nông nghiệp tại Polotsk. Năm 1957, ông gia nhập Đảng Cộng sản Liên Xô và bắt đầu hoạt động công tác đảng từ năm 1958.
Từ năm 1964, Dziemianciej làm phó phòng nông nghiệp trong đảng bộ khu ủy Vitebsk.

### Sự nghiệp chính trị
Năm 1970, ông được bổ nhiệm làm Thanh tra Đảng Cộng sản Belorussia thuộc Đảng Cộng sản Liên Xô (KPSS) và giữ chức bí thư khu ủy Vitebsk năm 1974. Năm 1977, ông giữ chức Trưởng ban Nông nghiệp Trung ương Đảng Cộng sản Belorussia.
Năm 1979-1989, ông là Bí thư Trung ương Đảng Cộng sản Belorussia; phụ trách nông nghiệp. Năm 1989, ông được bầu làm đại biểu nhân dân Liên Xô từ khu vực bầu cử Polotsk số 554 vùng Vitebsk.
Từ 28 tháng 7 năm 1989 đến 15 năm 5 năm 1990, ông là Chủ tịch Đoàn chủ tịch Xô viết tối cao Byelorussia, Phó Chủ tịch Xô viết tối cao Liên Xô.
Từ 18 tháng 5 năm 1990 đến 25 tháng 8 năm 1991, ông tiếp tục là Chủ tịch Hội đồng tối cao Cộng hòa Xã hội chủ nghĩa Xô viết Byelorussia khóa 12, và vẫn giữ vài trò thành viên Hội đồng Liên bang Liên Xô.
Ngày 27 tháng 7 năm 1990, ông chủ trì Hội đồng tối cao thông qua Tuyên bố chủ quyền nhà nước Cộng hòa Belarus.
Năm 1991, trong cuộc đảo chính tháng 8 ở Moskva, ông công khai ủng hộ Ủy ban Nhà nước về tình trạng khẩn cấp.
Ngày 22 tháng 8 năm 1991, Hội đồng tối cao Belarus họp phiên bất thường, Dziemianciej tuyên bố từ chức.
Từ ngày 13 tháng 1 năm 1997 đến ngày 19 tháng 1 năm 2000, ông là thành viên Hội đồng Quốc hội Cộng hòa Belarus cho tổng thống.
Ngày 8 tháng 7 năm 2018, ông nhập viện vào cơ sở y tế dành cho tổng thống. Hai ngày sau, Dziemianciej qua đời.

## Gia đình
Vợ là Olga Ivanovna Ulchenok.
Con trai là Valery Mikalaevič  Dziemianciej.
Dziemianciej là cậu của lãnh đạo Đảng Cánh tả Thống nhất Belarus "Vì một thế giới công bằng" Siarhiej Ivanavič Kaliakin.

## Khen thưởng
- Huân chương Tổ quốc hạng III năm 2000
- Huân chương Cách mạng Tháng Mười năm 1976
- Huân chương Cờ đỏ Lao động (3 lần, trong đó có ngày 8 tháng 5 năm 1981 trao tặng vì nhiều năm hoạt động hiệu quả trong các cơ quan đảng và nhân kỷ niệm sinh nhật tuổi 50.[8]
- Huân chương Danh dự
- Huy chương đồng VDNKh

## Tưởng niệm
Ngày 12 tháng 9 năm 2020, nhân kỷ niệm 90 năm ngày sinh Dziemianciej và 516 năm thành lập thành phố Čašniki, tại Quảng trường Chiến thắng đã khánh thành tượng bán thân của ông.